# Římskokatolická farnost Roudnice nad Labem
Římskokatolická farnost Roudnice nad Labem je jedno z územních společenství římských katolíků v podřipském vikariátu s farním kostelem Narození Panny Marie.

## Kostely farnosti
| Kostel                                 | Místo                | Bohoslužba                                                                                  |
| -------------------------------------- | -------------------- | ------------------------------------------------------------------------------------------- |
| sv. Václava                            | Bechlín              | ne 10.30 2. a 4. neděle v měsíci ne 10.30 bohoslužba slova – 1., 3. a 5. neděle v měsíci    |
| Nanebevzetí Panny Marie                | Horní Počaply        |                                                                                             |
| sv. Linharta                           | Cítov                | čt 7.30, ne 10.30 1., 3. a 5. neděli v měsíci mše, 2. a 4. neděle v měsíci bohoslužba slova |
| Narození Panny Marie                   | Jenišovice           |                                                                                             |
| sv. Bartoloměje                        | Černouček            | ne 7.30                                                                                     |
| sv. Matouše                            | Ctiněves             |                                                                                             |
| sv. Petra a Pavla                      | Kostomlaty pod Řípem |                                                                                             |
| sv. Václava                            | Ledčice              |                                                                                             |
| Svaté Rodiny (ústav)                   | Horní Beřkovice      | st 15.30 1. a 3. středa v měsíci bohoslužba slova 2. a 4. středa v měsíci mše               |
| sv. Jana Nepomuckého                   | Hořín                |                                                                                             |
| Nejsvětějšího Jména Ježíšova (hřbitov) | Hořín                |                                                                                             |
| sv. Jiljí                              | Lužec nad Vltavou    | so 15.30 pouze v 1. sobotu v měsíci                                                         |
| sv. Havla                              | Račiněves            | so 15.30 pouze v 2. a 4. sobotu v měsíci                                                    |
| sv. Václava                            | Straškov             | út 16.30                                                                                    |
| Narození Panny Marie                   | Roudnice nad Labem   | ne 9.00 pá so 18.00                                                                         |
| sv. Josefa                             | Roudnice nad Labem   | Využívá jej Česká pravoslavná církev, bohoslužby každou neděli v 9.30 h.                    |
| sv. Viléma                             | Roudnice nad Labem   |                                                                                             |
| sv. Rozálie                            | Roudnice nad Labem   |                                                                                             |
| Všech svatých (hřbitovní kaple)        | Roudnice nad Labem   |                                                                                             |
| sv. Jiří (na Řípu)                     | Mnetěš               | ne 15.00 pouze 1. neděle v měsíci                                                           |
| Stětí sv. Jana Křtitele                | Vliněves             | so 15.30 v 1., 2. a 4. sobotu v měsíci bohoslužba slova, v 3. sobotu v měsíci mše           |
| sv. Josefa                             | Vliněves             |                                                                                             |
| sv. Zdeňka a sv. Josefa (ústav)        | Dolní Beřkovice      |                                                                                             |
| Povýšení sv. Kříže                     | Vrbno                |                                                                                             |

Farnost pořádá také střídavě mše nebo bohoslužby slova v pátek v 10.30 v kapli v Domově odpočinku ve stáří Diakonie ČCE
v Rovném.

## Osoby ve farnosti
- Mgr. Martin Brousil, administrátor
- PhDr. ThLic. Jaroslav Mrňa, Ph.D., výpomocný duchovní
- Mgr. Miloš Hrnčíř, jáhenská služba
- Mgr. Jiří Černý, pastorační asistent